# Đại Trường Hòa
Đại Trường Hòa Quốc (giản thể: 大长和国; phồn thể: 大長和國; bính âm: Dàzhǎnghéguó) là một quốc gia tồn tại từ năm 902 tới năm 928, do các lực lượng quân sự của Nam Chiếu dựng nên.

## Lịch sử
Đại Trường Hòa Quốc có biên giới về phía tây đến Phiếu Quốc, tiền thân của nó là Nam Chiếu từng hai lần vây hãm An Nam, đoạt Ung Châu, đánh Kiềm Châu. Bốn lần đánh Việt, từng cướp bóc và tàn sát tại Thành Đô, khiến cho nhân dân rất tức giận, cuối cùng gây nên khởi nghĩa nô lệ và các cuộc nổi dậy của nông dân. 
Hậu duệ của Trịnh Hồi là Trịnh Mãi Tự lợi dụng điều này đã giết hoàng đế Nam Chiếu là Mông Long Thuấn và con trai là Mông Thuấn Hóa Trinh, đoạt lấy chính quyền, cải niên hiệu thành Thánh Trị, cải tên nước thành "Đại Trường Hòa". Trịnh Mãi Tự có thụy hiệu Thánh Minh Văn Vũ Uy Đức Hoàn Hoàng Đế. Lãnh thổ Đại Trường Hòa bao trùm toàn bộ Vân Nam ngày nay, hầu hết phía nam Đại Độ Hà của Tứ Xuyên, miền tây Quý Châu, đến dãy núi Naga ở bắc bộ Miến Điện và Tát Ôn Giang ở phía đông, phía bắc là nhà Liêu. Năm 909 vua Trịnh Mãi Tự mất, con là Trịnh Nhân Mân lên kế vị làm vua Đại Trường Hòa.
Năm 914, quân Đại Trường Hòa (đời vua Trịnh Nhân Mân) tiến công Lê châu của nước Tiền Thục. Vua Tiền Thục Cao Tổ khiển hai con nuôi là Vương Tông Phạm (王宗范) và Vương Tông Bá, cũng như Vương Tông Thọ đem quân ứng chiến, kết quả quân Tiền Thục đánh bại quân Đại Trường Hòa. Quân Đại Trường Hòa buộc phải triệt thoái.
Năm 926, vua Trịnh Nhân Mân qua đời, con là Trịnh Long Đản kế vị. Năm 928, Đông Xuyên tiết độ sứ Dương Càn Trinh và thanh bình quan là Triệu Thiện Chính giết chết vua Trịnh Long Đản. Triệu Thiện Chính tự lập mình làm hoàng đế, đổi tên nước từ Đại Trường Hòa thành Đại Thiên Hưng (Hưng Nguyên Quốc).